# Комсомольское (Забайкальский край)
Комсомольское — село в Чернышевском районе Забайкальского края, Россия. Административный центр сельского поселения «Комсомольское».

## История
В 1966 г. указом президиума ВС РСФСР село Соктуй переименовано в Комсомольское.

## Население
| 2010 | 2021 |
| ---- | ---- |
| 991  | ↘855 |